# OG Anunoby
Ogugua „OG“ Anunoby Jr. (* 17. Juli 1997 in London) ist ein britischer Basketballspieler, der seit 2023 in der NBA für die New York Knicks spielt.

## Werdegang
Anunoby wurde im britischen Harlesden im Londoner Stadtbezirk Brent geboren. Er wuchs zunächst in London, dann in Jefferson City im US-Bundesstaat Missouri auf, wo sein aus Nigeria stammender Vater als Professor an der Lincoln University lehrt.
Anunoby spielte Basketball für die Mannschaft der Jefferson City High School, 2015 nahm er ein Studium an der Indiana University Bloomington auf. Für Indianas Hochschulmannschaft bestritt der Flügelspieler 50 Einsätze. Ein im Januar 2017 erlittener Kreuzbandriss im rechten Knie sorgte für eine monatelange Zwangspause. Im April 2017 verkündete er seinen Wechsel in den Berufsbasketball und schrieb sich beim Draftverfahren der NBA ein. Die kanadische Mannschaft Toronto Raptors sicherte sich die Rechte an dem Briten.
2019 gewann Anunoby als erster Brite den NBA-Meistertitel. Allerdings verpasste er die Schlussphase der Spielzeit 2018/19 aufgrund eines Eingriffs am Blinddarm und kam auch in keinem der Endspiele zum Einsatz. Zuvor hatte er für Toronto seit Saisonbeginn in 67 Hauptrundenspielen im Durchschnitt 7 Punkte für die Mannschaft erzielt. 2022/23 wurde der Brite in Anerkennung seiner Verteidigungsleistungen in das All-Defensive Second Team der NBA aufgenommen.
Bis Ende Dezember 2023 bestritt Anunoby 395 NBA-Hauptrundenspiele für Toronto, in denen er im Durchschnitt 11,8 Punkte erreichte. Im Rahmen eines am 30. Dezember 2023 vermeldeten Tauschhandels wechselte er innerhalb der NBA von Toronto zu den New York Knicks.

## Sonstiges
Sein Bruder Chigbo wurde American-Football-Spieler in der US-Liga NFL.
2023 wurde Anunoby Anteilseigner der London Lions aus der British Basketball League.

## NBA-Statistik

### Hauptrunde
| Saison  | Team               | GP  | GS  | MPG  | FG % | 3P % | FT % | RPG | APG | SPG | BPG | PPG  |
| ------- | ------------------ | --- | --- | ---- | ---- | ---- | ---- | --- | --- | --- | --- | ---- |
| 2017–18 | Toronto            | 74  | 62  | 20.0 | .471 | .371 | .629 | 2.5 | 0.7 | 0.7 | 0.2 | 5.9  |
| 2018–19 | Toronto            | 67  | 6   | 20.2 | .453 | .332 | .581 | 2.9 | 0.7 | 0.7 | 0.3 | 7.0  |
| 2019–20 | Toronto            | 69  | 68  | 29.9 | .505 | .390 | .706 | 5.3 | 1.6 | 1.4 | 0.7 | 10.6 |
| 2020–21 | Toronto            | 43  | 43  | 33.3 | .480 | .398 | .784 | 5.5 | 2.2 | 1.5 | 0.7 | 15.9 |
| 2021–22 | Toronto            | 48  | 48  | 36.0 | .443 | .363 | .754 | 5.5 | 2.6 | 1.5 | 0.5 | 17.1 |
| 2022–23 | Toronto            | 67  | 67  | 35.6 | .476 | .387 | .838 | 5.0 | 2.0 | 1.9 | 0.7 | 16.8 |
| 2023–24 | Toronto / New York | 50  | 50  | 34.0 | .489 | .382 | .753 | 4.2 | 2.1 | 1.4 | 0.7 | 14.7 |
| 2024–25 | New York           | 74  | 74  | 36.6 | .476 | .372 | .810 | 4.8 | 2.2 | 1.5 | 0.9 | 18.0 |
| Gesamt  | Gesamt             | 492 | 418 | 30.2 | .474 | .375 | .761 | 4.4 | 1.7 | 1.3 | 0.6 | 12.9 |

### Play-offs
| Saison  | Team     | GP | GS | MPG  | FG % | 3P % | FT % | RPG | APG | SPG | BPG | PPG  |
| ------- | -------- | -- | -- | ---- | ---- | ---- | ---- | --- | --- | --- | --- | ---- |
| 2017–18 | Toronto  | 10 | 10 | 23.8 | .558 | .448 | .727 | 2.1 | 0.7 | 0.6 | 0.4 | 7.9  |
| 2019–20 | Toronto  | 11 | 11 | 35.7 | .455 | .415 | .643 | 6.9 | 1.2 | 1.0 | 1.2 | 10.5 |
| 2021–22 | Toronto  | 6  | 6  | 36.1 | .476 | .341 | .750 | 4.0 | 2.5 | 1.0 | 0.2 | 17.3 |
| 2023–24 | New York | 9  | 9  | 36.0 | .505 | .410 | .615 | 6.0 | 1.1 | 0.9 | 1.0 | 15.1 |
| 2024–25 | New York | 18 | 18 | 39.2 | .417 | .339 | .810 | 4.6 | 1.3 | 2.0 | 1.2 | 16.3 |
| Gesamt  | Gesamt   | 54 | 54 | 34.8 | .460 | .373 | .738 | 4.8 | 1.3 | 1.2 | 0.9 | 13.5 |